# Tetralonia mesotes
Tetralonia mesotes är en biart som först beskrevs av Constance Margaret Eardley 1989.  Tetralonia mesotes ingår i släktet Tetralonia och familjen långtungebin. Inga underarter finns listade i Catalogue of Life.